# Леба-Жоли, Жозефин
Жозефин Леба-Жоли (фр. Joséphine Lebas-Joly; род. 26 ноября 1992, Париж) — французская актриса.

## Биография
Жозефин Леба-Жоли родилась 26 ноября 1992 года в Париже.
Родилась в семье актёров Филиппа Леба и Кристин Жоли. Сестра актёра Антонина Леба-Жоли. Дебютировала в возрасте 7 лет в фильме «Любимая тёща». Сыграла Софи в 8 лет в фильме «Влюбись в меня, если осмелишься». Обучается в парижском колледже «Франсуа Долто».

## Фильмография
- 1999 — Любимая тёща — ребёнок
- 1999 — Охотники-подонки — Жульетт
- 2002 — Под защитой нескромных взглядов — Клементин (короткометражный)
- 2003 — Влюбись в меня, если осмелишься — Софи в 8 лет